# Pseudotrismegistia undulata
Pseudotrismegistia undulata är en bladmossart som beskrevs av Hiroyuki Akiyama och Tsubota 2002. Pseudotrismegistia undulata ingår i släktet Pseudotrismegistia och familjen Sematophyllaceae. Inga underarter finns listade i Catalogue of Life.